# Яворец (връх, Бигла)
Вижте пояснителната страница за други значения на Яворец.
Яворец или Яорец (на македонска литературна норма: Јаворец) е връх в планината Бигла.
Върхът е разположен на главното било на планината, северозападно от село Смилево. Висок е 1499 m. В източното му подножие извира Смилевската река.